# Fegen (naturreservat, Hallands län)
Fegen naturreservat är ett naturreservat i Falkenbergs kommun i Hallands län. Reservatet omfattar sydvästra delen av sjön Fegen med omgivande skog och gränsar till motsvarande reservat i angränsande län; Fegen (naturreservat, Västra Götalands län) och Fegen (naturreservat, Jönköpings län). 
Området är naturskyddat sedan 1980 och är 896 hektar stort. 